# Проклова, Елена Игоревна
Еле́на И́горевна Про́клова (род. 2 сентября 1953, Москва, СССР) — советская и российская актриса театра и кино; заслуженная артистка РСФСР (1984), лауреат премии Ленинского комсомола (1977). Член партии «Единая Россия».

## Биография
Родилась 2 сентября 1953 года в Москве, в семье преподавателя ВПА имени Ленина Игоря Викторовича Проклова (род. 13 августа 1929) и учительницы Инессы Александровны Прокловой.
Росла в творческой среде: её прабабушка и дед были актёрами, многие деятели культуры и актёры были друзьями её родителей. Дача, где они жили, располагалась в дачном посёлке учёных, художников и артистов. Близкие не думали о карьере актрисы для Елены, она хотела стать спортсменкой, с четырёх лет занималась спортивной гимнастикой и уже в одиннадцать стала мастером спорта.
Дебютом в кино стала картина «Звонят, откройте дверь» (1965, режиссёр Александр Митта). Вторым режиссёром этого фильма был дед Елены Виктор Тимофеевич Проклов, в его обязанности входил подбор актёров. Нужна была юная актриса на главную роль, и тогда друг семьи, тоже кинематографист, предложил деду показать свою внучку. Дед категорически отказался, после чего друг сам привёл девочку к режиссёру. Затем последовали главные роли в известных советских фильмах «Снежная королева» (1966), «Переходный возраст» (1968), «Гори, гори, моя звезда» (1969).
В 1973 году окончила Школу-студию МХАТ (курс В. П. Маркова) и стала актрисой МХАТа (до 1991).
В 1976 году стала лауреатом Всесоюзного кинофестиваля.
В 1980 году Александр Митта снова пригласил Елену в свой проект. Проклова отказалась из-за загруженности в театре, тогда ещё не подозревая, что снимаемый фильм «Экипаж» ждет успех у зрителей. На площадке актрису заменила юная Александра Яковлева.
Всесоюзную известность актриса получила после выхода в 1975 году картины «Единственная…».
В 1999 году Елена Проклова выпустила книгу «В роли себя самой».

### Личная жизнь
- Первый муж — Виталий Мелик-Карамов (1948—2025), режиссёр-документалист (брак продлился четыре года, с 1971 по 1975 год)[8].
  - Дочь — Арина (род. 29 августа 1972)[4][8], работает дизайнером.
    - Внучка — Алиса (род. 1995)[8].
- Второй муж (с 1977 по 1981 год) — Александр Дерябин[8], врач.
- Третий муж — Андрей Тришин (род. 1961), бизнесмен[8][9]. В браке с 1984 года. Развелись в 2015 году, прожив в браке 30 лет[10].
  - Дочь — Полина (род. 1994)[4][8].

## Общественная и политическая деятельность
С 1978 была членом центрального комитета ВЛКСМ.
С 2003 года состоит в партии «Единая Россия».
В 2003 и 2007 годах входила в число доверенных лиц партии на выборах в Государственную думу Российской Федерации IV и V созывов.
В 2005—2008 годах — член Общественной палаты Российской Федерации.
Член Совета Общероссийской общественной организации «Лига здоровья нации».
Входит в состав попечительского совета Благотворительного фонда помощи российским конникам «Ваня».
Член Союза кинематографистов Российской Федерации и Российской академии кинематографических искусств «Ника».
7 января 2023 года, на фоне вторжения России на Украину, была внесена в санкционный список Украины против лиц «которые публично призывают к агрессивной войне, оправдывают и признают законной вооруженную агрессию РФ против Украины, временную оккупацию территории Украины».

## Творчество

#### Театр
МХАТ
- «Кремлёвские куранты» Н. Ф. Погодина — Маша
- «Валентин и Валентина» М. М. Рощина — Валентина
- «Синяя птица» М. Метерлинка — Митиль
- «Тартюф» Мольера — Эльвира
- «Вишнёвый сад» А. П. Чехова — Варя
- «Чайка» А. П. Чехова — Нина Заречная
- «Ревизор» Н. В. Гоголя
- «Три сестры» А. П. Чехова
- «Утиная охота» А. В. Вампилова
- «Тамада» А. М. Галина — Галина[14]

Антреприза
- «Всё проходит» по пьесе О. Д. Данилова; режиссёр: Д. Х. Астрахан[15]
- «Семейная идиллия» по пьесе О. Д. Данилова
- «Наши друзья человеки» по роману Б. Вербера («Современный Театр Антрепризы»)[5]
- «Всё сначала» по произведениям А. Ро[16]
- «День палтуса» по комедии Д. Чепмена и Д. Фримена[англ.]
- «Иные» — Нина, мать ребёнка-аутиста (МДПТ Бемби, 2015)[17]
- «Омут любви» по повести А. Куприна (Театр «Русская песня», Москва, 2017) — экономка Зоя
- «Невеста на прокат» (Московский театр комедии)[18]

#### Фильмография
| Год  |    | Название                                                  | Роль |
| ---- | -- | --------------------------------------------------------- | --- |
| 1965 | ф  | «Звонят, откройте дверь»                                  | Таня Нечаева |
| 1966 | ф  | «Снежная королева»                                        | Герда |
| 1967 | с  | «Встречи» / Begegnungen (ГДР) (серия № 2 «Другая Наташа») | Наташа, девочка |
| 1968 | ф  | «Переходный возраст»                                      | Оля Алексеева, школьница |
| 1969 | ф  | «Гори, гори, моя звезда»                                  | Кристина Котляренко (Крыся) |
| 1975 | ф  | «Единственная…»                                           | Татьяна Фешева, жена Николая Касаткина |
| 1976 | ф  | «Ключ без права передачи»                                 | Марина Максимовна, классный руководитель 10 «Б класса, учитель литературы                                                                                       |
| 1976 | ф  | «Сентиментальный роман»                                   | Зоя большая |
| 1977 | ф  | «Как Иванушка-дурачок за чудом ходил»                     | Настенька (Анастасия Марковна), дочь купца Марко Петровича Богатого                                                                                             |
| 1977 | ф  | «Мимино»                                                  | Лариса Ивановна Комарова, стюардесса |
| 1977 | ф  | «Смятение чувств»                                         | Надя, студентка |
| 1977 | тф | «Собака на сене»                                          | Марсела |
| 1977 | ф  | «Собственное мнение»                                      | Татьяна Ёлкина, работница завода |
| 1978 | ф  | «Голубка»                                                 | Женя Голубева («Голубка») |
| 1978 | ф  | «Капитанская дочка»                                       | Маша (Марья Ивановна Миронова), дочь капитана Ивана Кузьмича Миронова (коменданта Белогорской крепости)                                                         |
| 1979 | ф  | «Верой и правдой»                                         | Клавдия |
| 1979 | тф | «Инспектор Гулл»                                          | Шейла, дочь мультимиллионера Артура Берлинга |
| 1979 | ф  | «Ищи ветра…»                                              | Наташа, дочь управляющего частным конным заводом Сергея Сергеевича                                                                                              |
| 1980 | ф  | «Какие наши годы!»                                        | Майя, дочь партийно-хозяйственного работника Михаила Михайловича Осташенко                                                                                      |
| 1981 | ф  | «Будьте моим мужем»                                       | Наталья Сергеевна Костикова, инженер на заводе, мать Ильи |
| 1982 | ф  | «Вот опять окно…»                                         | Таня |
| 1982 | ф  | «Молодость»                                               | Имя персонажа не указано |
| 1982 | ф  | «Мы жили по соседству»                                    | Валя, подруга Тони Летовой |
| 1982 | ф  | «Несколько капель»                                        | Муза |
| 1983 | ф  | «Будь счастлива, Юлия!»                                   | Юлия, медсестра, жена Раду |
| 1983 | ф  | «Из жизни начальника уголовного розыска»                  | Наталья Петровна Слепнёва, продавец в магазине «Детский мир» |
| 1983 | тф | «Поздняя любовь»                                          | Варвара Харитоновна Лебёдкина, вдова |
| 1984 | ф  | «Первая конная»                                           | Варя |
| 1985 | тф | «Грядущему веку»                                          | Лена Назарова, жена Антона Соболева |
| 1987 | тф | «Запомните меня такой»                                    | Маша, дочь Андрея и Лидии, внучка Марии Ивановны Киреевой |
| 1987 | ф  | «Так победим!»                                            | Володичева, секретарь В. И. Ленина |
| 1989 | тф | «Женщины, которым повезло»                                | Зина Скворцова |
| 1989 | ф  | «Идеальное преступление»                                  | Одри Ламонт, дочь профессора Ламонта |
| 1992 | ф  | «А спать с чужой женой хорошо?!»                          | Вера |
| 1998 | ф  | «Чехов и Ко» (серия № 8 «Длинный язык»)                   | Наталья Михайловна, жена Васечки |
| 1999 | с  | «Д. Д. Д. Досье детектива Дубровского»                    | Надежда, бывшая жена Романа Дубровского |
| 2001 | ф  | «Жёлтый карлик»                                           | Лида Жаровская, жена Владимира |
| 2006 | ф  | «Счастье по рецепту»                                      | Людмила, мать Эллы Якушевой |
| 2010 | ф  | «А мама лучше!»                                           | Светлана, мать Лизы |
| 2019 | ф  | «Призраки Замоскворечья»                                  | Ираида Самсоновна Раух, мать Надежды, арт-директор и совладелица авторского ателье «Надежда Раух», бывшая известная манекенщица                                 |
| 2020 | с  | «Андреевский флаг»                                        | Валентина Фёдоровна Чернобаевская, жена вице-адмирала Балтийского флота в отставке Григория Сергеевича Чернобаевского, мать Сергея и Екатерины, бабушка Валерия |

#### Озвучивание
- 1957 — Снежная королева (мультипликационный) — Снежная королева (переозвучка восстановленной версии на киностудии им. Горького, 1982 г.)
- 1983 — Анна Павлова (СССР, Великобритания, ГДР, Куба, Франция) — Анна Павлова (роль Галины Беляевой)

#### Работа на телевидении
- В 2002 году участвовала в реалити-шоу «Последний герой 3: Остаться в живых»[4].
- С 22 мая 2006 по 13 августа 2010 г. г. — совместно с Г. П. Малаховым вела телепередачу «Малахов+» на «Первом канале»[4].
- В 2007 году принимала участие в телепроекте «Первого канала» «Большие гонки»[4].
- С 25 октября 2010 по 12 октября 2012 г. г. — ведущая телепередачи «ЖКХ» на «Первом канале»[4].
- В 2020 году вновь приняла участие в реалити-шоу «Последний герой».

## Награды
- 1976 — Вторая премия IX Всесоюзного кинофестиваля в номинации «Призы за актёрскую работу» во Фрунзе — за исполнение роли Татьяны Фешевой в фильме «Единственная…» (1975)[4][6][19]
- 1977 — XV Международный кинофестиваль в Панаме — премия «за лучшее исполнение женской роли» в фильме «Единственная…» (1975)[4][6]
- 1977 — Премия Ленинского комсомола — за исполнение роли Марины Максимовны в фильме «Ключ без права передачи» (1976)[4]
- 1984 — Заслуженная артистка РСФСР[4]

## Факты
- Летом 2012 года актриса вела на «Первом канале» очередной выпуск телепередачи «ЖКХ» о вреде косметики «Desheli» («Дело о жертвах красоты»[20]), а к концу 2012 года актриса стала лицом данной торговой марки[21].
- В апреле 2021 года предметом общественной дискуссии в российских СМИ стали откровения 67-летней Прокловой в телешоу «НТВ» «Секрет на миллион» о том, что более 50 лет назад, c возраста 15 лет, она подвергалась сексуальным домогательствам со стороны популярного и влиятельного советского актёра, «кумира миллионов», ныне ушедшего из жизни. Согласно распространившемуся в прессе анализу ситуации, речь шла о партнёре 15-летней Прокловой по фильму «Гори, гори, моя звезда» (1969), впоследствии народном артисте СССР Олеге Табакове. Общественное мнение разделилось: ряд коллег по профессии и комментаторов поддержали актрису, другие сочли её утверждения бездоказательными и неуместными[22][23][24].

## Документальные фильмы и телепередачи
- Телевикторина "Игры разума" (НТВ, 05.01.2005, выигрыш - 30000 рублей)
- «Все трофеи Елены Прокловой» («Первый канал», 2013)[25]
- «Елена Проклова и Андрей Тришин. „Свадебный переполох“» («Первый канал», 2013)[26][27]
- «Елена Проклова. „Когда уходит любовь“» («ТВ Центр», 2017)[28]
- «Елена Проклова. „Раскрывая тайны звёзд“» («Москва 24», 2018)[29]
- «Елена Проклова. „До слёз бывает одиноко…“» («Первый канал», 2018)[30][31]
- «Мужчины Елены Прокловой» («ТВ Центр», 2019)[32]
- «Елена Проклова и Алексей Баталов. „Звёзды советского экрана“» («Москва 24», 2021)[33]